# Setting
Il setting, in psicologia, è l'insieme degli aspetti, delle regole e dell'area spaziotemporale che contraddistinguono la relazione tra il terapeuta e il paziente. Più in generale, nelle scienze umane, è il campo di ricerca in cui si svolgono le osservazioni e si raccolgono i dati.
Donald W. Winnicott è stato il primo autore ad utilizzare il termine setting in psicologia nel 1941, differenziando tra il processo terapeutico e le costanti all’interno delle quali si colloca tale processo ed intendendo per setting costanti quali le condizioni organizzative e le caratteristiche del professionista, ossia il suo ruolo, l’esperienza clinica, le teorie di riferimento.
Il concetto di setting come "contenitore" attraversa tutta la psicologia ed in particolare le aree della psicologia sperimentale, la psicoterapia e la psicologia ambientale.

## Settinge psicologia sperimentale
Il concetto di setting nella psicologia sperimentale è volto a costruire una situazione di ricerca neutra nei confronti del soggetto. Il setting non dovrà in nessun modo influire sulla prestazione del soggetto stesso. Come esempio dell'importanza della neutralità del setting basta immaginare un processo di somministrazione di test psicometrici (vedi psicometria). La presentazione delle prove, la comunicazione verbale e non, e tutti gli elementi che vanno a configurare il setting entro cui avviene la prova, dovrebbero essere strutturati in maniera tale da non inficiare l'attendibilità dei dati  pilotando il soggetto verso una risposta, ma lasciare quest'ultimo libero di  rispondere secondo quei processi che la prova stessa valuta, senza alcuna interferenza.

## Settinge psicoterapia
In ambito psicoterapeutico, il setting rappresenta la "matrice funzionale" che media la costruzione della relazione professionale tra paziente e terapeuta, e la rende clinicamente efficace. Il setting è costituito dal set (ovvero dall'ambiente fisico e funzionale all'interno del quale ha luogo la relazione analitica), dalle regole organizzative del "contratto analitico" (orario, durata e pagamento delle sedute), e dalle regole relazionali che mediano il rapporto analista-analizzando (assenza di contatti extra-analitici, etc.). Più in generale, il setting è il "significante strutturale" dei significati che si attuano nelle forme della relazione clinica, e che costituiscono l'assetto di base del rapporto terapeutico.

## Settinge psicologia ambientale
Questo costrutto viene presentato come un'unità sovraindividuale, articolata in:
- caratteristiche spazio-temporali (componente fisica);
- comportamenti (componente sociale) messi in atto al suo interno;
- un programma di setting, rappresentato dall'insieme delle sequenze prescritte e ordinate nel tempo, per le attività e gli scambi tra le persone e gli oggetti all'interno del setting stesso; questo programma attribuisce al setting stesso  il carattere organizzato e l'interdipendenza delle componenti fisiche e sociali.

Le critiche alla prospettiva di Barker all'interno della psicologia ambientale hanno portato con gli anni ad un crescente uso del costrutto di luogo, in sostituzione del più classico setting.
Tali critiche si incentrano sulla totale assenza di attenzione del setting verso aspetti individuali e differenziali, sia di natura emotiva che cognitiva, a favore di coercitivi script sociali di comportamento.
Setting di comportamento (behavior setting): situazioni che determinano comportamenti specifici indipendenti dalle persone coinvolte.